# Mentiras desesperadas
Pedaço de Mim (título en español: Mentiras desesperadas) es una serie de televisión web dramática brasileña creada por Ângela Chaves. Está protagonizada por Juliana Paes, Vladimir Brichta, Felipe Abib y Paloma Duarte. Se lanzó a través de Netflix el 5 de julio de 2024.

## Trama
Liana confronta a su marido Tomás, tras enterarse de que tuvo una aventura con una amiga. Durante una noche de fiesta, Liana consume drogas que le proporciona Oscar, quien posteriormente la agrede sexualmente. Al darse cuenta de que está embarazada, Liana intenta descubrir la identidad del padre, pero se encuentra con la sorpresa de que está esperando dos bebés, cada uno con ADN de padres diferentes.

## Reparto
- Juliana Paes como Liana[4]
- Vladimir Brichta como Tomás[4]
- Felipe Abib como Oscar[5]
  - Antonio Carrara interpreta a Oscar de 19 años
- Paloma Duarte como Silvia
- Martha Nowill como Débora
- Jussara Freire como Norma
- João Vitti como Vicente
- Yohama Eshima como Cláudia
- Bento Veiga como Inácio
  - Vitor Valle interpreta a Inácio de 12 años
- Claudia Porvedel como Nina
- Joana Kannenberg como Patricia
- Felipe Ricca como Kiko
- Rodrigo Cardozo como Isaias
- Antonio Grassi como Jonas Rosenthal
- José Beltrão como Marcos
  - Theo Almeida interpreta a Marcos de 10 años
- Pedro Manoel Nabuco como Mateus
  - Enzo Diniz interpreta a Mateus de 10 años

## Episodios
| N.º | Título                          | Fecha de lanzamiento original |
| --- | ------------------------------- | ----------------------------- |
| 1   | «Más de lo que quisiera»        | 5 de julio de 2024            |
| 2   | «Sin cerrar los ojos»           | 5 de julio de 2024            |
| 3   | «Un amor dividido»              | 5 de julio de 2024            |
| 4   | «En pedazos»                    | 5 de julio de 2024            |
| 5   | «Decisiones difíciles»          | 5 de julio de 2024            |
| 6   | «Evidencias»                    | 5 de julio de 2024            |
| 7   | «Secretos y sombras»            | 5 de julio de 2024            |
| 8   | «Verdades incómodas»            | 5 de julio de 2024            |
| 9   | «Nunca más»                     | 5 de julio de 2024            |
| 10  | «Recoger los pedazos»           | 5 de julio de 2024            |
| 11  | «La verdad los hará libres»     | 5 de julio de 2024            |
| 12  | «Amor y miedo»                  | 5 de julio de 2024            |
| 13  | «Ajuste de cuentas»             | 5 de julio de 2024            |
| 14  | «La verdad duele»               | 5 de julio de 2024            |
| 15  | «¿Se puede sanar con mentiras?» | 5 de julio de 2024            |
| 16  | «Causa y efecto»                | 5 de julio de 2024            |
| 17  | «Mi otra mitad»                 | 5 de julio de 2024            |